# Europe (Album)
Europe ist das 1983 veröffentlichte Debütalbum der schwedischen Band Europe.

## Hintergrund
Europe hatte 1983 durch die Teilnahme an einem Talentwettbewerb einen Plattenvertrag mit dem schwedischen Label Hot Records gewonnen. Die Gruppe veröffentlichte ihr Debütalbum am 5. April 1983, außerdem wurde die Single Seven Doors Hotel ausgekoppelt. Eine Tournee führte die Band durch Skandinavien und nach Japan, bevor sie mit den Arbeiten an ihrem zweiten Album begann.

## Titelliste
Alle Titel mit Ausnahme des Instrumentalstücks Boyazont wurden von Joey Tempest geschrieben.
1. In the Future to Come – 5:00
2. Farewell – 4:16
3. Seven Doors Hotel – 5:16
4. The King Will Return – 5:35
5. Boyazont (John Norum, Eddie Meduza) – 2:32
6. Children of This Time – 4:55
7. Words of Wisdom – 4:05
8. Paradize Bay – 3:53
9. Memories – 4:32

## Erfolge
Das Album erreichte Platz acht der schwedischen Charts.